# Liste der Museen im Landkreis Garmisch-Partenkirchen
Die Liste der Museen im Landkreis Garmisch-Partenkirchen  gibt einen Überblick über aktuelle und ehemalige Museen im Landkreis Garmisch-Partenkirchen in Bayern.

## Aktuelle Museen
| Gemeinde                | Name                        | Kurzbeschreibung | gegründet/ eröffnet | Träger                                            | Standort                 | Bild           | Link |
| ----------------------- | --------------------------- | --- | ------------------- | ------------------------------------------------- | ------------------------ | -------------- | ---- |
| Bad Bayersoien          | Museum im Bierlinghaus      | Die Bierlings waren ein Kaufmannsgeschlecht aus Bayersoien. Das Museum im ehemaligen Kaufhaus Bierling zeigt u. a. das Kontor des Handelshauses und die anschließenden Wohnräume der Familie. Weitere Räume zeigen Gerätschaften von in Bayersoien ansässigen Handwerkszünften und eine umfangreiche Sammlung zur Volksfrömmigkeit. | 2000                | Gemeinde Bad Bayersoien                           | Bierlinghaus             | weitere Bilder |      |
| Garmisch-Partenkirchen  | Museum Aschenbrenner        | Das im ehemaligen Wohnhaus der Sammlerin Stifterin Marianne Aschenbrenner untergebrachte Museum zeigt drei Dauerausstellungen zu den Themen Porzellan, Puppen und Krippen | 2006                |                                                   | Loisachstraße            |                |      |
| Garmisch-Partenkirchen  | Bobmuseum                   | Das Bobmuseum liegt an der Olympia-Bobbahn Rießersee. Die Sammlung enthält unter anderem 17 historische Bobs. Ferner wird Original-Filmmaterial vergangener Sportereignisse gezeigt. |                     | SC Riessersee                                     | Rießersee                |                |      |
| Garmisch-Partenkirchen  | Richard-Strauss-Museum      | Die Dauerausstellung im Richard-Strauss-Institut zeigt Richard Strauss nicht nur als Komponisten und Dirigenten, sondern auch als Kulturpolitiker, Bildungsbürger, Familienmensch und vieles mehr. |                     | Richard-Strauss-Institut                          | Richard-Strauss-Institut | weitere Bilder |      |
| Garmisch-Partenkirchen  | Museum Werdenfels           | Das Museum Werdenfels ist das Heimatmuseum des Landkreises Garmisch-Partenkirchen und dokumentiert Geschichte und Kultur des Werdenfelser Landes. Die Sammlung umfasst unter anderem frühgeschichtliche Bodenfunde, Sakralgegenstände, bäuerliche Kunst, bürgerliche und bäuerliche Wohnkultur, Trachten, geschnitzte Fasnachtsmasken und handwerkliche Gegenstände und Einrichtungen.                                                 | 1895                |                                                   | Ludwigstraße             | weitere Bilder |      |
| Großweil                | Freilichtmuseum Glentleiten | Im Freilichtmuseum Glentleiten sind mehr als 60 historische Gebäude aus ländlichen Gebieten Oberbayerns samt ihrer Einrichtung originalgetreu wieder aufgebaut worden, unter anderem von große Bauernhöfe, Handwerker- und Kleinbauernanwesen und Almhütten. | 1976                | Bezirk Oberbayern                                 | Glentleiten              | weitere Bilder |      |
| Mittenwald              | Geigenbaumuseum Mittenwald  | Das Geigenbaumuseum in Mittenwald, einem der Zentren des Musikinstrumentenbaus in Deutschland, dokumentiert die über dreihundertjährige Entwicklung des Geigenbaus in Mittenwald und verknüpft sie mit der Ortsgeschichte. Schwerpunkte sind unter anderem das Leben und Wirken von Matthias Klotz, dem Begründer des Mittenwalder Geigenbaus, und eine umfangreiche Sammlung von Mittenwalder Streichinstrumenten aus der Barockzeit. | 1930                | Markt Mittenwald                                  | Ballenhausgasse          | weitere Bilder |      |
| Murnau am Staffelsee    | Gabriele-Münter-Haus        | Das ehemalige Wohnhaus von Gabriele Münter und Wassily Kandinsky, im Volksmund auch als „Russenhaus“ bezeichnet, wurde bei einer Renovierung 1998/99 in seinem ursprünglichen Zustand zurückversetzt und zeigt Teile der Originalausstattung, von Münter und Kandinsky bemalte Möbel, Gemälde, Grafik und Hinterglasbilder sowie Beispiele aus der volkstümlichen Sammlung der beiden Künstler.                                        | 1999                | Gabriele Münter- und Johannes Eichner-Stiftung    | Kottmüllerallee          | weitere Bilder |      |
| Murnau am Staffelsee    | Schloßmuseum Murnau         | Das Schloßmuseum Murnau zeigt die Sammlungen „Murnauer Landschaft / Murnauer Moos“, „Markt Murnau / Gewerbe und Hausgewerbe“, „Hinterglasbilder-Sammlungen Dammert und Gartner“, „Malerei im 19. Jahrhundert“, „Neue Künstlervereinigung München und Der Blaue Reiter“, „Gabriele Münter“ und „Ödön von Horváth“ | 1992                | Markt Murnau                                      | Schloss Murnau           |                |      |
| Oberammergau            | Oberammergau Museum         | Das Oberammergau Museum ist eines der ältesten kulturhistorischen Museen Bayerns. Es zeigt Beispiele der Kunst und des Kunsthandwerks Oberammergaus vom 17. Jh. bis heute, darunter Spielzeug, Genreschnitzereien, Heiligenfigürchen, Kruzifixe und moderne Bildhauerei. | 1910                | Gemeinde Oberammergau                             | Dorfstraße               | weitere Bilder |      |
| Ohlstadt                | Kaulbach-Villa              | Die Kaulbach-Villa ist das ehemalige Wohnhaus des Malers Friedrich August von Kaulbach und beherbergt seinen künstlerischen Nachlass mit etwa 300 Gemälden und Ölskizzen, rund 1000 Zeichnungen sowie Skizzenbüchern und Fotografien. Zu besichtigen sind die historischen Wohnräume und das Atelier des Künstlers, in dem etwa 30 Gemälde und 25 Zeichnungen Kaulbachs ausgestellt sind.                                              | 1997                |                                                   | von-Kaulbach-Straße      | weitere Bilder |      |
| Ohlstadt                | Dorfmuseum Ohlstadt         | Das im Erdgeschoss der Kaulbach-Villa eingerichtete Dorfmuseum zeigt traditionell eingerichtete Stuben und Wohnräume, altes Handwerk und Gewerbe Zeitdokumente, Fotos und Postkarten. |                     |                                                   | Kaulbach-Villa           |                |      |
| Ohlstadt                | Pumuckl-Museum              | Das Pumuckl-Museum zeigt eine Sammlung von Fan-Artikeln, Büchern und sonstigen Produkten rund um den von der der Schriftstellerin Ellis Kaut erfundenen Kobold Pumuckl, darunter die Schiffschaukel und das Bettchen. |                     |                                                   | Bartlmämühle             |                |      |
| Seehausen am Staffelsee | Staffelseemuseum            | Das Staffelseemuseum beschäftigt sich mit der Geschichte und den Traditionen rund um den Staffelsee. | 2018                | Heimat- und Museumsverein Seehausen am Staffelsee | Altes Pfarrhaus          |                |      |
| Uffing am Staffelsee    | Heimatmuseum Uffing         | Das Heimatmuseum der Gemeinde Uffing am Staffelsee präsentiert handwerkliche und bäuerliche Geräte aus Uffing und Schöffau sowie Erinnerungsstücke an die Geschichte von Uffing. Ein Dorfmodell zeigt Uffing um das Jahr 1706. | 1996                | Gemeinde Uffing                                   | Hauptstraße              |                |      |
| Unterammergau           | Dorf- und Wetzstoa-Museum   | Das Dorfmuseum von Unterammergau dokumentiert die jahrhundertelang dominierenden Erwerbsquellen der Unterammergauer: Viehwirtschaft, Forstwirtschaft und Wetzsteinmacherei. In mehreren Räumen sind Gerätschaften dieser Wirtschaftszweige ausgestellt. Weitere Räume dokumentieren Flachsanbau und Weberei oder zeigen archäologische Funde aus der Gegend.                                                                           | 2002                | Historischer Arbeitskreis Unterammergau           | ehemaliges Forsthaus     | weitere Bilder |      |
| Unterammergau           | mSE Kunsthalle              | Die mSE Kunsthalle zeigt zeitgenössische Kunst in ihrem Skulpturengarten sowie in Sonderausstellungen | 2017                | mSE Solutions                                     | Weiherweg                |                |      |

## Ehemalige Museen
| Gemeinde               | Name                                                | Kurzbeschreibung | gegründet/ eröffnet | geschlossen/ aufgelöst | Träger | Standort                       | Bild           | Link |
| ---------------------- | --------------------------------------------------- | --- | ------------------- | ---------------------- | ------ | ------------------------------ | -------------- | ---- |
| Garmisch-Partenkirchen | Die Kehrseite der Medaille                          | Die Dauerausstellung im Olympia-Skistadion zeigte „die Kehrseite der Medaille“ der Olympischen Winterspiele 1936 in Garmisch-Partenkirchen. Während neue Bauten und aufwendige Wettkampfstätten das Bild eines friedlichen Deutschland bieten sollten, wurden hinter der sportlichen Kulisse die Unterdrückung der politischen Gegner, die Drangsalierungen der Juden und die Militarisierung der deutschen Gesellschaft fortgesetzt. |                     | 2018                   |        | Olympia-Skistadion             | weitere Bilder |      |
| Garmisch-Partenkirchen | Michael-Ende-Dauerausstellung „Der Anfang vom Ende“ | Die Dauerausstellung „Der Anfang vom Ende“ im Kurhaus des Michael-Ende-Kurparks informierte über Kindheit, Jugend, Leben und Werk des Schriftstellers Michael Ende, der 1929 in Garmisch geboren wurde |                     | 2017                   |        | Kurhaus Garmisch-Partenkirchen | weitere Bilder |      |